# 望月菜美子
望月 菜美子（もちづき なみこ、1997年4月18日 - ）は、日本の子役。
身長155cm。元シーアンドティー（キャロット）所属。

## 略歴
- 2003年からシーアンドティー（キャロット）に所属し、ミスタードーナツのCMでデビュー。

## 出演

### バラエティ
- 撮りッたがり決死隊 トッターマンDS（2006年、テレビ東京） - クエスチョンキッズ
- おはスタ（2007年4月2日 - 9月28日、テレビ東京） - おはキッズレギュラー

### CM
- ミスタードーナツ（2003年）
- 富士銀行「ぐりんぱ」（2004年）
- BANDAI「デカレンジャー」（2004年）
- アリコジャパン（2004年）
- モスバーガー（2006年）
- メガハウス
  - 「とろりんチョコポット」（2007年）
  - 「簡単、楽しいパン作り～こねパン～」（2008年）
  - 「手作りアイスショップ」（2008年）
  - 「プチケーキビュッフェ」（2008年）

### スチール
- EPSON「カラリオ」カタログ（2003年）
- ベルセゾン 広告（2004年）
- ふくだや チラシ（2005年）
- トイザらス チラシ（2005年）
- ユニクロ オールスチール（2007年）